# Friedrich Bogislav von Schwerin

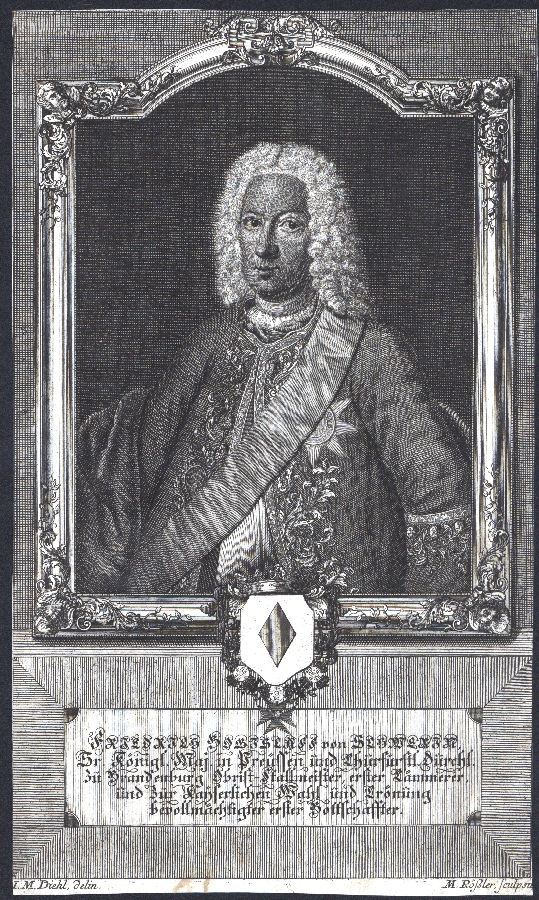
Friedrich Bogislav von Schwerin

Friedrich Bogislav von Schwerin, auch Friedrich Bogislaw von Schwerin, (* 30. August 1674 in Berlin; † 1. Oktober 1747 ebd.) war ein preußischer Staats- und Kriegsminister.

## Leben

### Herkunft und Familie
Friedrich Bogislav von Schwerin war Angehöriger des Adelsgeschlechts von Schwerin und Erbe des 1684 von seinem Vater, dem Kämmerer und Oberstallmeister des Großen Kurfürsten, Henning Bernd von Schwerin (1631–1704), erworbenen Rittergut Märkisch Wilmersdorf, mit dem jener 1701 von Friedrich I. erblich belehnt wurde. Seine Mutter war Catharina Elisabeth, geborene von Schmeling, Tochter des pommerschen Landrats Joachim Henning von Schmeling (1604–1657).
Er vermählte sich 1714 mit Helene Dorothea Freiin von Kanitz (1688–1760), einer Tochter des preußischen Generalmajors Christoph Albrecht von Kanitz (1653–1711). Aus der Ehe gingen acht Kinder hervor, darunter:
- Friedrich Albert von Schwerin (1717–1789), preußischer Generalmajor, Oberstallmeister und Geheimer Etatsminister, ⚭I. 1762 in Bohrau Henriette Wilhelmine Juliane Gräfin von Logau (1738–1781), ⚭II. 1783 Friedrike Sophie Elisabeth Freiin von Maltzan (1740–1814)
- Maria Anna von Schwerin (1720–1754) ⚭ 1748 in Charlottenburg Robert Scipio von Lentulus (1714–1787), preußischer Generalleutnant
- Gneomar Conrad Bogislav von Schwerin (1721–1769) ⚭ 1748 in Berlin Ilsabe Sophie Dorothea von Bredow (1722–1788), Hofdame der Mutter Friedrichs des Großen, Sophie Dorothea von Preußen

### Werdegang
Schwerin wurde 1728 preußischer Oberstallmeister, ein Amt das vor ihm bereits sein Vater und nach ihm sein Sohn ausfüllte, mit dem Rang eines Etatsministers. Seit 1739 war er Geheimer Etatsrat und zugleich erster Kammerherr. Am 12. Juni 1740 wurde er Ritter des Schwarzen Adlerordens. Er war auch Protektor der Akademie der Wissenschaften. Johann Nepomuk von Schaffgotsch (1713–1775) wurde im November 1747 sein Nachfolger als Minister und Oberstallmeister.
Auf seinem Erbgut Märkisch Wilmersdorf ließ Schwerin zu Beginn des 18. Jahrhunderts ein neues, repräsentatives dreiflügeliges Gutshaus in U-Form mit Walmdächern errichten. 1746 ließ er auch die Kirche umbauen und einen rechteckigen Gruftanbau in der Breite des Kirchenschiffs an der Ostseite der Kirche errichten. Eine Tafel über dem Eingang zur Gruft trägt eine in preziösem Latein verfasste Inschrift, die auf Deutsch besagt: Friedrich Bogislaw von Schwerin, Oberstallmeister des preußischen Königs, Erster Kämmerer desselben Königs, Amtshauptmann zu Neu-Stettin, Erster Gesandter zur Wahl des römischen Kaisers Karl VII., Ritter des Schwarzen Adlerordens, und seine Gattin Helene Dorothea von Caniz haben dieses Grabmonument für sich und ihre Familie errichten lassen im Jahr des Herrn 1746. Im Giebelfeld des Gruft-Anbaues ist ein Allianzwappen der Eheleute Schwerin/Kanitz angebracht.